# Dasydorylas vulcanus
Dasydorylas vulcanus är en tvåvingeart som beskrevs av José Albertino Rafael 2004. Dasydorylas vulcanus ingår i släktet Dasydorylas och familjen ögonflugor.
Artens utbredningsområde är Nicaragua. Inga underarter finns listade i Catalogue of Life.